# Vinod Maharaj
Vinod Chandra Deo Maharaj, né le 19 mai 1942, est un homme politique fidjien.

## Biographie
Membre du Parti travailliste fidjien, il est élu au suffrage ethnique indo-fidjien à la Chambre des représentants où il représente de 1992 à 1999 la circonscription de Lautoka-sud/Veiseisei/Yasawa (hif), et la conserve aux élections de 1999 lorsqu'elle est renommée Vuda maritime-est. Il est simple député de la majorité parlementaire du gouvernement Chaudhry formé à la suite des élections de 1999, et est de ce fait pris en otage par les auteurs du coup d'État de l'an 2000. La prise d'otages dans l'enceinte du Parlement a lieu le jour de son 58e anniversaire et peu après son opération chirurgicale de pontage coronarien ; sa santé durant ses deux mois de captivité s'avère fragile.
Il émigre à Brisbane en Australie après sa libération, mais revient aux Fidji à la demande de Tupeni Baba pour prendre part aux élections anticipées de 2001. C'est ainsi comme candidat du Nouveau parti travailliste unitaire (en) qu'il s'y présente dans sa circonscription habituelle ; il y est largement battu par le candidat travailliste Vyas Deo Sharma (en),.
De retour à Brisbane, il y serait mort le 18 septembre 2020 selon une publication non vérifiée.